# Габріела Бустело
Габріела Бустело (нар. 18 травня 1962, Мадрид) — іспанська письменниця, журналістка та перекладачка.

## Біографія
Входить до неореалістичного покоління іспанських романістів 1990 року.
Бустело дебютувала з книгою Veo Veo (видавництво Anagrama, 1996), що помістило її в літературне покоління X. Вона пропагує з Хосе Анхелем Маньясом, Реєм Лорігою та Люсія Ечебаррія гострий літературний стиль під впливом комерційної культури — реклами, попмузики, кіно та телебачення. Габріела Бустело — одна з небагатьох іспанських письменниць, які писали у жанрі наукової фантастики. Її другий роман «Планета Хембра» (RBA, 2001), дія якого відбувається в Нью-Йорку, є антиутопією, яка передбачала — майже два десятиліття тому — глибинний конфлікт між жінками та чоловіками, який у XX столітті перетворився на рух MeToo як глобальну битву статей. La historia de siempre jamás (El Andén, 2007) зображує аморальність і поверховість європейських політичних еліт. У 1996 році вона почала писати статті про мистецтво та культуру для таких видань, як Vogue і Gala (журнал), протягом п'ятнадцяти років вела політичні колонки в національних друкованих ЗМІ та цифрових газетах. Вона писала статті про культуру в колумбійському журналі «Arcadia» з 2005 по 2015 рік.

## Переклади
Бустело перекладала іспанською мовою твори таких класиків, як Чарльз Діккенс, Джордж Еліот, Редьярд Кіплінг, Оскар Вайлд, Едгар Аллан По та Марк Твен; і відомих сучасників, включаючи Реймонда Чандлера, Мюріел Спарк і Маргарет Етвуд.